# Neodiphthera buruensis
Neodiphthera buruensis is een vlinder uit de familie nachtpauwogen (Saturniidae), onderfamilie Saturniinae.
De wetenschappelijke naam van de soort is voor het eerst geldig gepubliceerd door Brechlin in 2005.